# Bleke grondbekerzwam
De bleke grondbekerzwam (Geopora foliacea) is een schimmel behorend tot de familie Pyronemataceae. Hij leeft saprotroof, op kale grond.

## Verspreiding
In Nederland komt de bleke grondbekerzwam zeldzaam voor. Het staat op de rode lijst in de categorie 'Gevoelig'.